# The Club

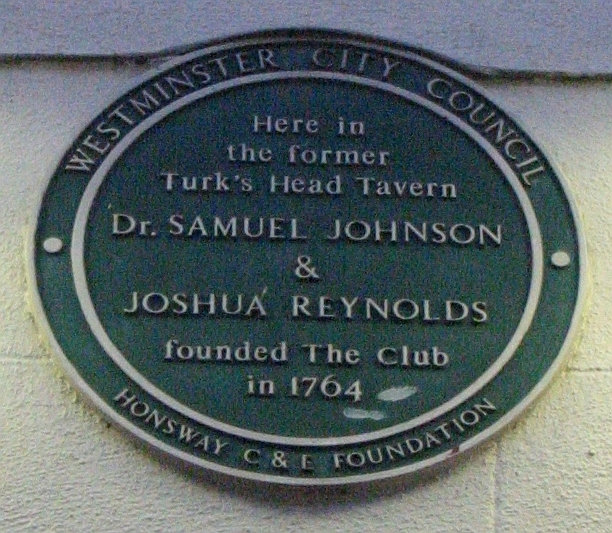
Targa commemorativa della fondazione di The Club

The Club è stato un'associazione fondata a Londra nel febbraio del 1764 dal pittore Joshua Reynolds e dal letterato Samuel Johnson.

## Descrizione
Inizialmente, i soci si incontravano una sera per settimana alle ore 19, presso la locanda Turk's Head in Gerrard Street, Soho. In seguito, le riunioni furono ridotte ad una ogni quindici giorni ed erano tenute in locali in St James's Street. Anche se il suggerimento iniziale venne da Reynolds, è il nome del Dr Johnson ad essere maggiormente associato con il Club. John Timbs, nel suo Club Life in London, fornisce un resoconto della cena che si tenne per il centenario del Club nel 1864, presso il Clarendon Hotel. Henry Hart Milman, lo storico inglese, fece da tesoriere del Club. Nel Club si brindava esclamando, senza dubbio un po' augurandoselo, "Esto perpetua".

## Soci
I nove soci fondatori furono:
- Joshua Reynolds: pittore

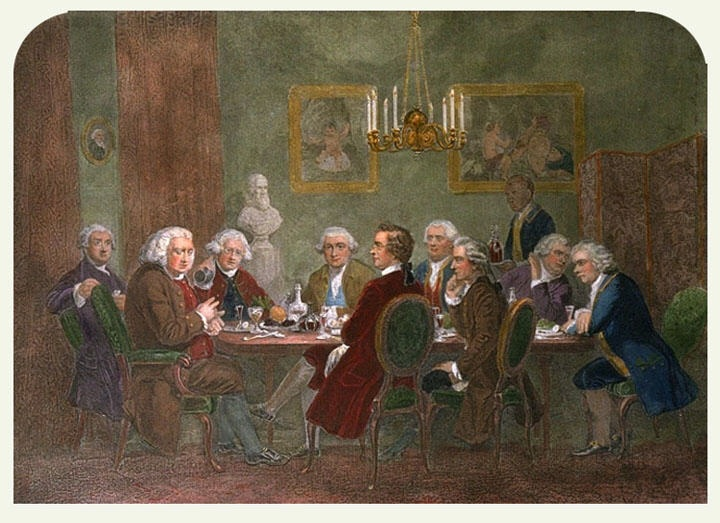
Una serata letteraria presso Sir Joshua Reynolds - 1781. Il dipinto mostra gli amici di Reynolds - molti dei quali furono soci di "The Club" - --Da sinistra a destra: *Samuel Johnson, *James Boswell, *Sir Joshua Reynolds, *David Garrick, *Edmund Burke, *Pasquale Paoli, *Charles Burney, *Thomas Warton, *Oliver Goldsmith

- Samuel Johnson: saggista, lessicografo
- Edmund Burke: scrittore e politico
- Dr. Christopher Nugent
- Topham Beauclerk
- Bennet Langton
- Oliver Goldsmith: professore
- Anthony Chamier
- John Hawkins: musicista

In seguito l'ammissione al club avvenne solo per elezione, in questa occasione, i soci indicavano il loro voto contrario con una biglia nera se un candidato non fosse ben accetto. Il primo socio ad essere eletto fu, Samuel Dyer. Hawkins si dimise nel 1768, a causa dell'ostracismo subito dopo aver insultato Burke. Il numero dei soci fu portato a 12; i nuovi soci furono il giudice Robert Chambers e gli scrittori Thomas Percy e George Colman. Il numero di 12 soci fu ritenuto ottimale per mantenere una certa esclusività. Dell'obiettivo propostosi da Johnson, Percy disse:
 Il Club doveva essere composto da uomini di tale genere che se solo due di essi per caso si fossero incontrati, dovevano essere in grado di intrattenersi l'un l'altro senza bisogno di altra compagnia per trascorrere la serata piacevolmente. 

In seguito il socio Charles Burney scrisse che Johnson voleva un gruppo "composto di persone eccellenti in ogni campo professionale e letterario" ed "avere qualcuno a cui rivolgersi in caso di dubbi o discussioni e che possa illuminarci con la sua scienza."
Il Club passò a 16 soci nel 1773, quindi a 21 alla fine del 1775. Gli eletti più recenti furono: l'attore David Garrick, l'economista e filosofo Adam Smith, il filologo Sir William Jones, il critico letterario George Steevens, il biografo James Boswell, il politico Charles James Fox, il fisico e chimico George Fordyce, lo statista irlandese James Caulfeild, 1º conte di Charlemont, Agmondesham Vesey, Sir Thomas Charles Bunbury, lo storico Edward Gibbon e Thomas Barnard.
Nel 1791, fra i soci, James Boswell registrava:
- Thomas Percy
- Joseph Banks
- Joseph Warton
- Lord Spencer
- Henry Temple, 2° Visconte Palmerston

### XIX secolo
Lo storico Henry Reeve prendeva nota nei suoi diari dei dati dei soci del Club.
Nell'800 fra i soci vi erano:
- George Hamilton Gordon, IV conte di Aberdeen
- Henry Petty-Fitzmaurice, III marchese di Lansdowne
- Charles Lock Eastlake
- Henry Brougham, I Barone Brougham e Vaux (9 marz 1830)
- Philip Stanhope, V conte Stanhope (14 maggio 1833)
- Henry Hart Milman (23 febbraio 1836)
- Sir Henry Holland (18 febbraio 1840)
- William Whewell
- Charles Austin (7 marzo 1843)
- Thomas Pemberton Leigh, I Barone Kingsdown (25 febbraio 1845)
- George Villiers, IV conte di Clarendon (20 maggio 1845)
- Richard Owen (20 maggio 1845)
- Sylvain Van de Weyer (9 febbraio 1847)
- Sir David Dundas (23 febbraio 1847)
- Harry Powlett, IV duca di Cleveland (5 giugno 1849)
- Samuel Wilberforce (5 giugno 1849)
- Samuel Jones-Loyd, I Barone Overstone (25 giugno 1850)
- George Douglas Campbell, VIII duca di Argyll (17 giugno 1851)
- Robert Rolfe, I Barone Cranworth (17 giugno 1851)
- Sir William Stirling-Maxwell (21 febbraio 1854)
- William Ewart Gladstone (10 marzo 1857)
- John Russell, I conte di Russell (21 aprile 1857)
- George Grote (9 marzo 1858)
- Edward Stanley, XV conte di Derby (14 febbraio 1860)
- William Wood, I Barone Hatherley (14 febbraio 1860)
- George Richmond (14 febbraio 1860)
- Archibald Campbell Tait (9 aprile 1861)
- Henry Reeve (9 aprile 1861)
- Roderick Impey Murchison (18 giugno 1861)
- Edmund Walker Head (25 febbraio 1862)
- Robert Lowe, I Visconte Sherbrooke (12 maggio 1863)
- Spencer Walpole (8 marzo 1864)
- Arthur Penrhyn Stanley (28 febbraio 1865)
- James Anthony Froude (28 febbraio 1865)
- Henri d'Orléans, duc d'Aumale (14 marzo 1865)
- Alfred Tennyson (14 marzo 1865)
- Hugh Cairns, I conte Cairns (27 febbraio 1866)
- Edward Twisleton (24 aprile 1866)
- Charles Thomas Newton (4 marzo 1879)
- Joseph Dalton Hooker (4 marzo 1879)
- Matthew Arnold (28 febbraio 1882)
- Joseph Boehm (27 novembre 1888)
- Edward Maunde Thompson (27 novembre 1888)
- William Thomson, I barone Kelvin (26 aprile 1892)[2]

Nel 1881, i soci del Club erano John Tyndall, Frederic Leighton e Richard Monckton Milnes, con Henry Reeve che faceva da tesoriere. Altri soci di spicco del XIX secolo furono Thomas Babington Macaulay, Thomas Huxley, John Emerich Edward Dalberg-Acton, Frederick Hamilton-Temple-Blackwood, William Edward Hartpole Lecky, e il Primo Ministro Lord Salisbury.

### XX secolo
Winston Churchill e F. E. Smith avevano desiderato di far parte di "The Club" ma erano ritenuti un po' troppo polemici. In risposta, nel 1911, fondarono "The Other Club", che continua ad essere un circolo politico.